# Registro centrale per i criminali di guerra e i sospettati per la sicurezza
Il Registro centrale per i criminali di guerra e i sospettati per la sicurezza, comunemente noto con l'acronimo CROWCASS (Central Registry of War Criminals and Security Suspects), era un'organizzazione creata per aiutare la Commissione delle Nazioni Unite per i crimini di guerra e i governi Alleati nella ricerca degli ex-nemici sospettati di aver commesso crimini di guerra o atrocità in Europa durante la seconda guerra mondiale. L'organizzazione era stata originariamente creata dallo SHAEF (Centro di comando supremo dei corpi di spedizione alleati) nel 1945.

## Storia
Nel 1947 il CROWCASS pubblicò una lista in quattro volumi divisa in tedeschi e non tedeschi, più due liste supplementari, delle persone sospettate di aver commesso crimini di guerra tra settembre del 1939 e maggio del 1945. Ai "cacciatori di nazisti", la lista CROWCASS divenne nota come la "Bibbia del cacciatore di nazisti". La lista contiene più di 60.000 persone in totale. Non tutti sono criminali di guerra (alcuni sono stati semplicemente interrogati o chiamati a testimoniare), in ogni caso nella pagine di questa lista ci sono i presunti perpetratori di decine di migliaia di crimini di guerra. Tra questi, il numero uno è Adolf Hitler, ricercato per omicidio in Polonia, Cecoslovacchia e Belgio. Nel 2005 il governo britannico autorizzò la pubblicazione della lista CROWCASS, a cura della casa editrice The Naval and University Press. Inizialmente era previsto che il suo contenuto diventasse di pubblico dominio nel 2023.